# Palazzo Massimo alle Colonne

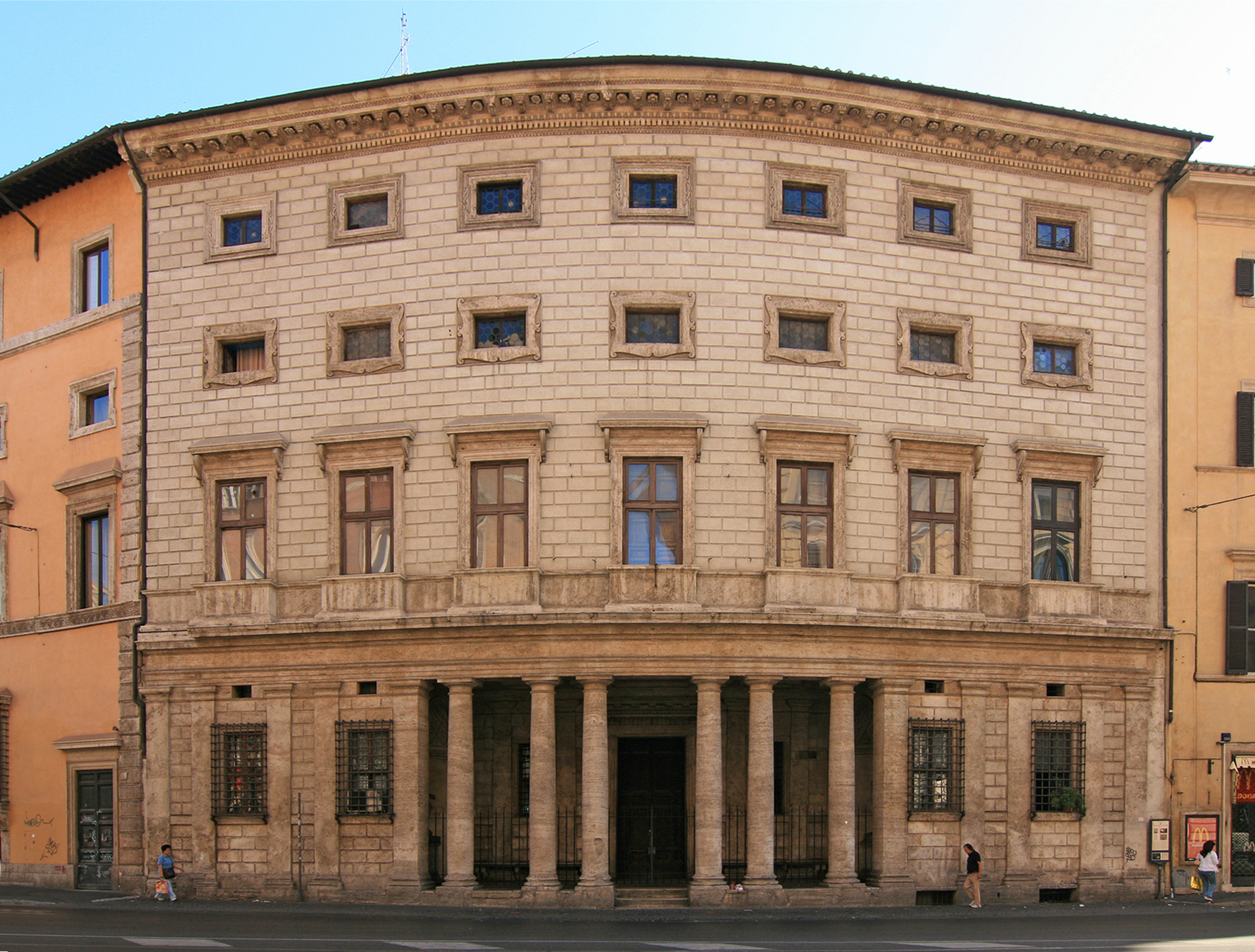
Fachada do Palazzo Massimo. A curva acompanha o traçado do antigo Odeão de Domiciano, sobre cujas ruínas ele foi construído.

Palazzo Massimo alle Colonne é um palácio renascentista de Roma localizado no corso Vittorio Emanuele II, perto da famosa igreja de Sant'Andrea della Valle. É parte do mesmo complexo do qual fazem parte ainda o Palazzo Massimo Istoriato e o Palazzo Massimo di Pirro, todos construídos sobre as ruínas do Odeão de Domiciano no rione Parione de Roma, perto da Piazza Navona.

## História
Este palácio é considerada a obra-prima do arquiteto Baldassarre Peruzzi e faz parte de um complexo muito maior, conhecido como Insula dei Massimo, que aparece indicado como sede da família Massimo no final da Idade Média no Cencio Camerario e escrituras do século XII. O palácio atual está ligado e se ramifica no bloco de edifícios que formam a insula. O complexo está localizado na Regio IX - Campus Martius da Roma Antiga, que mais tarde foi chamado de Parione. A partir do século XII, o palácio tinha sua fachada na Via Sacra (ou Papale), chamado nesse trecho Via dé Massimi (o plural que aparece muitas vezes nos topônimos indica a família como um todo) e hoje está parcialmente de frente para o moderno Corso Vittorio Emanuele II.

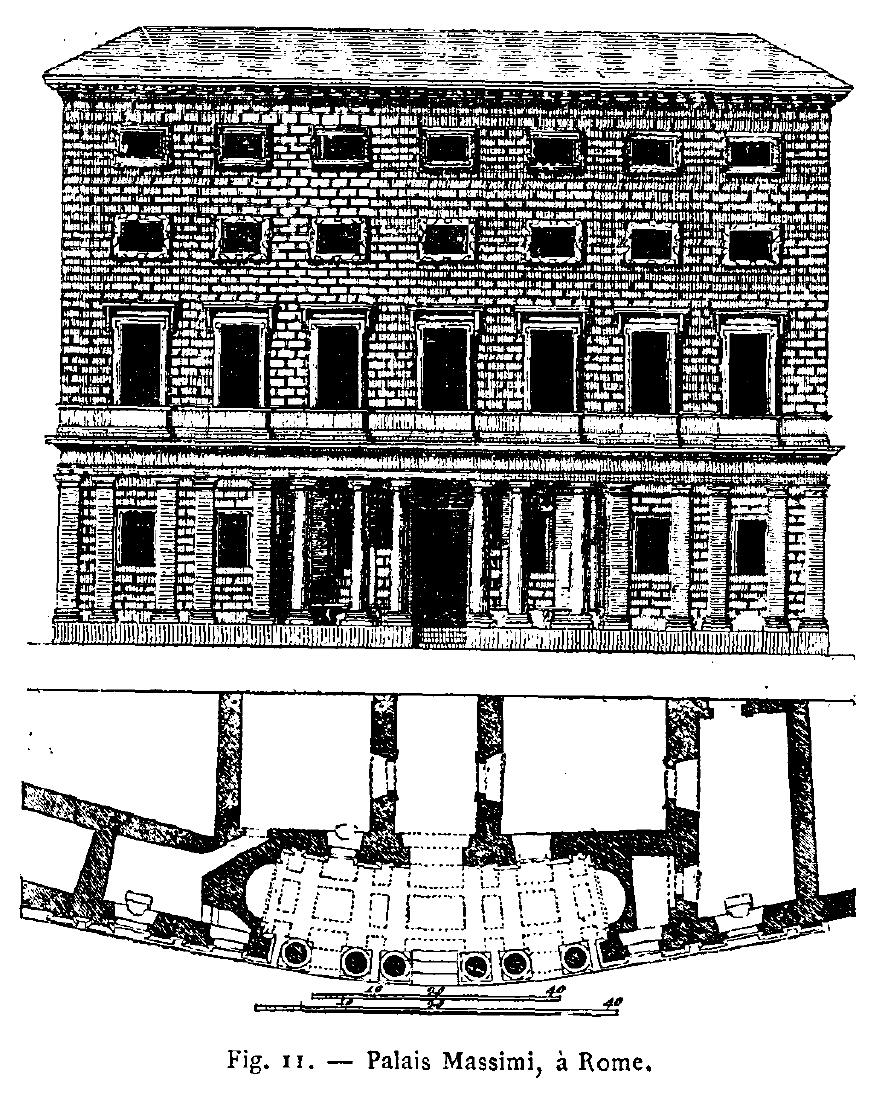
Gravura do palácio e as ruínas do Odeão de Domiciano.

O atual Palazzo Massimo foi reconstruído depois que o edifício anterior foi incendiado durante o saque de Roma e está sobre as ruínas do Odeão de Domiciano. É um dos poucos palácios romanos a contar com um pórtico por conta de uma concessão especial do papado, que havia mandado destruir todos os pórticos da cidade em 1400. 
O termo "alle Colonne" no nome do palácio, uma referência às colunas na fachada, decorre da necessidade de identificá-lo corretamente entre as outras propriedades da família Massimo na cidade, o que era bastante comum na Antiguidade e que ocorre com muitos outros nomes de imóveis. 
Uma das colunas que se acredita ter pertencido ao Odeão de Domiciano foi re-erguida no século XX numa re-entrância da Piazza dei Massimi, na qual está o Palazzo Massimo Istoriato.

## Descrição

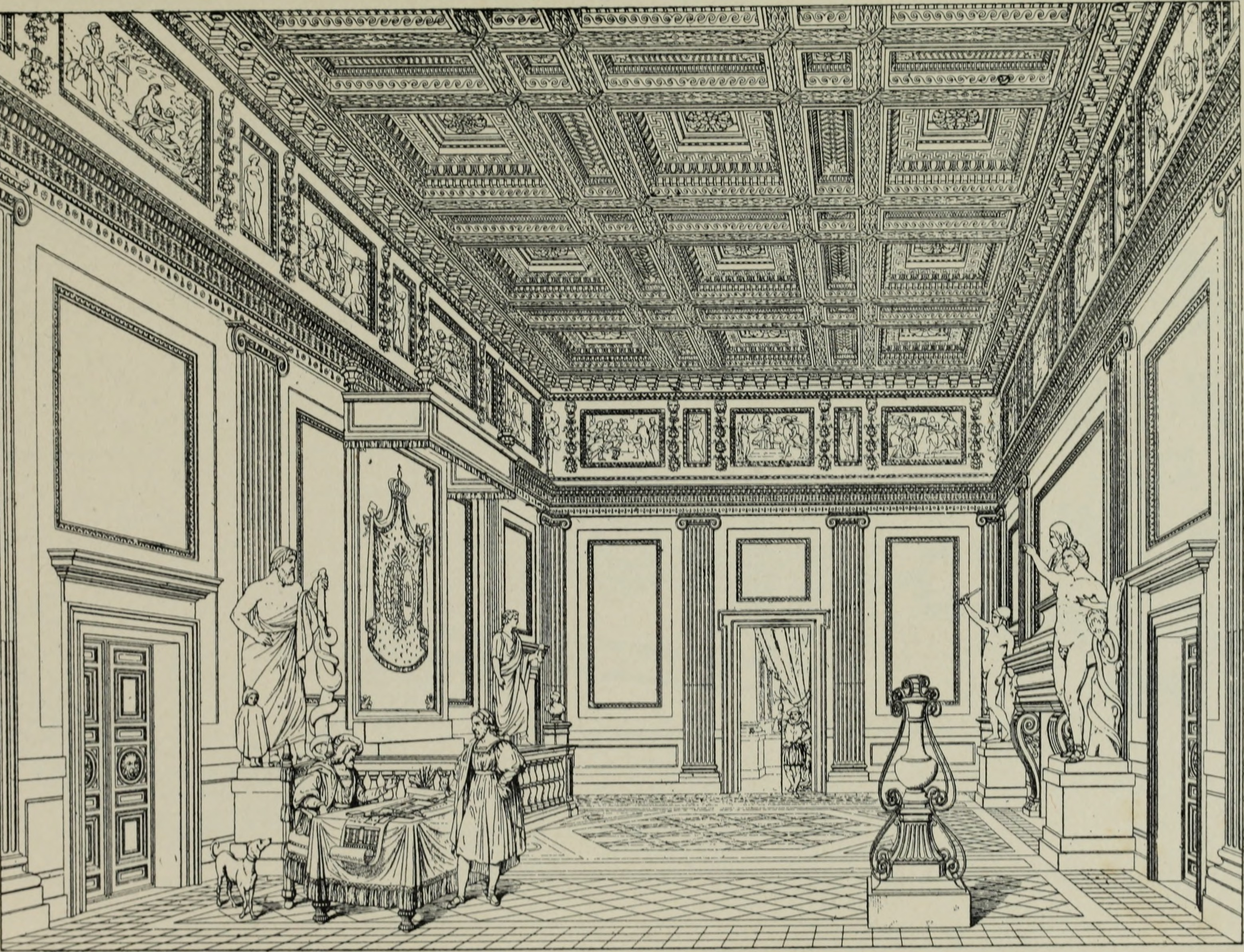
Vista do interior do principal apartamento do palácio numa gravura do início do século XX.

A fachada do palácio conta com um destacado pórtico e é curvilínea, seguindo o traçado do antigo Odeão de Domiciano, um teatro coberto do século I, e é mais larga do que o palácio em si, o que contribui para torná-lo ainda mais majestoso e imponente. A estrutura está construída num terreno de dimensões irregulares e, por isso, tem uma planta em "L" articulada ao redor de um pátio interno. 
A entrada do palácio está caracterizado por um pórtico central com seis colunas dóricas, sozinhas dos lados e pareadas no centro. No interior, há dois pátios, dos quais o primeiro tem um pórtico com colunas dóricas servindo como um porão para uma rica lógia, que também é composta por colunas dóricas. Esta fachada é famosa por ser uma das mais admiradas de sua época, combinando tanto elegância com uma austera rusticação. Este pórtico em recesso é bastante diferente de outros modelos de palácio da época, como o florentino Palazzo Medici. Além disto, há uma variação no tamanho das janelas nos diferentes níveis e a moldura das janelas no terceiro andar. Ao contrário do Palazzo Medici, não há aderência acadêmica à superposição das ordens dependendo do andar. Na fachada oposta desse palácio, de frente para a Piazzetta dei Massimo, o palácio se conecta com a fachada do anexo adjacente, o Palazzetto Massimo Istoriato, que tem este nome por causa das "histórias" pintadas em grisaille na fachada em encáustica, presumivelmente por Polidoro da Caravaggio ou Daniele da Volterra, provavelmente em 1532 para celebrar as núpcias de Angelo Massimo com Antonietta Planca Incoronati. Por muitos séculos, o local serviu como sede do Serviço Postal de Roma, um privilégio da família Massimo. À esquerda está o Palazzo Massimo di Pirro, construído por um pupilo de Antonio da Sangallo.
Na construção da fachada, uma técnica adotada por Bramante no Palazzo Caprini (1508-10, posteriormente destruído), que por sua vez foi recuperada de antigas técnicas romanas, consistiu na fabricação dos blocos de pedra rusticada falsos em estuque, criados derramando argamassa em moldes de madeira para que eles assumissem a consistência visual da pedra de cantaria. Todas estas soluções fizeram do Palazzo Massimo alle Colonne um dos mais interessantes da arquitetura maneirista.
O interior, que não está normalmente aberto à visitação, é constituído por suntuosos apartamentos e ambientes comuns. Notável é o teto pintado em afresco por Daniele da Volterra com histórias da vida de Fábio Máximo, o general romano que era considerado ancestral da família Massimo. O palácio é aberto aos visitantes uma vez por ano, em 16 de março, por ocasião da festa, na capela da família no segundo piso, da milagrosa e breve ressurreição de Paolo Massimo ocorrida em 1583 e atribuída à intercessão de São Filipe Néri.
Em 2002, a fachada do palácio foi restaurada.